# Првенство Азије и Африке у рагбију тринаест
Првенство Азије и Африке у рагбију тринаест за репрезентације (енгл. Middle East-Africa Rugby League Championship (MEA)) је спортски турнир у коме се такмиче рагби 13 репрезентације са два највећа и најнасељенија континента, Азије и Африке.
Највеће успехе до сада су направили рагбисти Либана и Нигерије. Ово спортско такмичење је део квалификација за Светско првенство у рагбију тринаест.

## Историја
Прва сезона је одржана 2015. До сада су одржана два турнира, једну титулу је освојила Нигерија, а једну Либан.

### Првенство Азије и Африке у рагбију тринаест за репрезентације 2015.
Учествовале су две репрезентације, Либан и Јужноафричка Република. Турнир је одржан у Јужноафричкој Републици.
Јужноафричка Република  - Либан  12-40
Јужноафричка Република  - Либан  16-50
Либан је победио 2-0 у серији и пласирао се на Мондијал 2017.

### Првенство Азије и Африке у рагбију тринаест за репрезентације 2019.
Учествовале су четири репрезентације, Нигерија, Гана, Камерон и Мароко. Такмичење је одржано у Нигерији. 
Нигерија  - Гана  25-12
Камерон  - Мароко  4-8
Гана  - Камерон  10-4
Нигерија  - Мароко  38-10
Нигерија је освојила прво место те године.

### Списак шампиона Азије и Африке у рагбију 13
- 2015. - Рагби 13 репрезентација Либана
- 2019. - Рагби 13 репрезентација Нигерије

### Табела шампиона Азије и Африке у рагбију 13
- Рагби 13 репрезентација Либана  - 1 титула.
- Рагби 13 репрезентација Нигерије  - 1 титула.

## Формат такмичења
Формат такмичења се мењао из године у годину. Првенство Азије и Африке је значајно такмичење јер је део квалификација за одлазак на Светско првенство у рагбију тринаест.

## Списак учесника
- Рагби 13 репрезентација Либана
- Рагби 13 репрезентација Камеруна
- Рагби 13 репрезентација Гане
- Рагби 13 репрезентација Марока
- Рагби 13 репрезентација Нигерије
- Рагби 13 репрезентација Јужноафричке Републике